# 2020–2021-es UEFA-bajnokok ligája
A 2020–2021-es UEFA-bajnokok ligája a legrangosabb európai nemzetközi labdarúgókupa, mely jelenlegi nevén a 29., jogelődjeivel együttvéve pedig a 66. alkalommal került kiírásra. A döntőnek eredetileg az isztambuli Atatürk Olimpiai Stadion adott volna otthont, de 2021. május 13-án az UEFA az angol járványügyi előírások miatt a portói Estádio do Dragãóba helyezte át a mérkőzést. A győztes részt vesz a 2021-es UEFA-szuperkupa döntőjében, ahol az ellenfele a 2020–2021-es Európa-liga győztese lesz, valamint a 2021-es FIFA-klubvilágbajnokságra is kijutott.

## A besorolás rendszere
A 2020–2021-es UEFA-bajnokok ligájában az Európai Labdarúgó-szövetség (UEFA) 54 tagországának 79 csapata vett részt (Liechtenstein nem rendezett bajnokságot). Az országonként indítható csapatok számát, illetve a csapatok selejtezőköri besorolását a labdarúgó-bajnokságokra vonatkoztatott UEFA ország-együtthatói alapján végezték.
A 2020–2021-es UEFA-bajnokok ligájában országonként indítható csapatok száma
- Az 1–4. helyen rangsorolt országok négyet,
- az 5–6. helyen rangsorolt országok hármat,
- a 7–15. helyen rangsorolt országok kettőt,
- a 16–55. helyen rangsorolt országok (kivéve Liechtenstein) egyaránt egy-egyet indíthattak.
- A BL 2019–2020-as és az EL 2019–2020-as kiírásának győztesének a csoportkörben biztosítottak helyet.

### Rangsor
A 2020–2021-es UEFA-bajnokok ligája kiosztott helyeihez a 2019-es ország-együtthatót vették alapul, amely az országok csapatainak teljesítményét vette figyelembe a 2014–15-ös szezontól a 2018–19-esig.
Az együtthatótól függetlenül, a következő megjegyzéssel indulási jogot szerzők:
- BL – 2019–2020-as UEFA-bajnokok ligája győztese
- EL – 2019–2020-as Európa-liga győztese

| Hely. | Szövetség     | Koeff.  | Cs | Mj |
| ----- | ------------- | ------- | -- | -- |
| 1.    | Spanyolország | 103,569 | 4  |    |
| 2.    | Anglia        | 85,462  | 4  |    |
| 3.    | Olaszország   | 74,725  | 4  |    |
| 4.    | Németország   | 71,927  | 4  |    |
| 5.    | Franciaország | 58,498  | 3  |    |
| 6.    | Oroszország   | 50,549  | 3  |    |
| 7.    | Portugália    | 48,232  | 2  |    |
| 8.    | Belgium       | 39,900  | 2  |    |
| 9.    | Ukrajna       | 38,900  | 2  |    |
| 10.   | Törökország   | 34,600  | 2  |    |
| 11.   | Hollandia     | 32,433  | 2  |    |
| 12.   | Ausztria      | 31,250  | 2  |    |
| 13.   | Csehország    | 28,675  | 2  |    |
| 14.   | Görögország   | 27,600  | 2  |    |
| 15.   | Horvátország  | 28,600  | 2  |    |
| 16.   | Dánia         | 27,025  | 1  |    |
| 17.   | Svájc         | 26,900  | 1  |    |
| 18.   | Ciprus        | 24,925  | 1  |    |
| 19.   | Szerbia       | 22,250  | 1  |    |

| Hely. | Szövetség        | Koeff. | Cs | Mj |
| ----- | ---------------- | ------ | -- | -- |
| 20.   | Skócia           | 22,125 | 1  |    |
| 21.   | Fehéroroszország | 21,875 | 1  |    |
| 22.   | Svédország       | 20,900 | 1  |    |
| 23.   | Norvégia         | 20,200 | 1  |    |
| 24.   | Kazahsztán       | 19,250 | 1  |    |
| 25.   | Lengyelország    | 19,250 | 1  |    |
| 26.   | Azerbajdzsán     | 19,000 | 1  |    |
| 27.   | Izrael           | 18,625 | 1  |    |
| 28.   | Bulgária         | 17,500 | 1  |    |
| 29.   | Románia          | 15,950 | 1  |    |
| 30.   | Szlovákia        | 15,625 | 1  |    |
| 31.   | Szlovénia        | 15,000 | 1  |    |
| 32.   | Liechtenstein    | 13,500 | 0  |    |
| 33.   | Magyarország     | 10,500 | 1  |    |
| 34.   | Észak-Macedónia  | 8,000  | 1  |    |
| 35.   | Moldova          | 7,750  | 1  |    |
| 36.   | Albánia          | 7,500  | 1  |    |
| 37.   | Izrael           | 7,450  | 1  |    |

| Hely. | Szövetség           | Koeff. | Cs | Mj |
| ----- | ------------------- | ------ | -- | -- |
| 38.   | Finnország          | 7,275  | 1  |    |
| 39.   | Izland              | 7,250  | 1  |    |
| 40.   | Bosznia-Hercegovina | 7,125  | 1  |    |
| 41.   | Litvánia            | 6,750  | 1  |    |
| 42.   | Lettország          | 5,625  | 1  |    |
| 43.   | Luxemburg           | 5,500  | 1  |    |
| 44.   | Örményország        | 5,250  | 1  |    |
| 45.   | Málta               | 5,125  | 1  |    |
| 46.   | Észtország          | 5,000  | 1  |    |
| 47.   | Grúzia              | 4,750  | 1  |    |
| 48.   | Wales               | 4,125  | 1  |    |
| 49.   | Montenegró          | 4,125  | 1  |    |
| 50.   | Feröer-szigetek     | 4,000  | 1  |    |
| 51.   | Gibraltár           | 4,000  | 1  |    |
| 52.   | Észak-írország      | 3,875  | 1  |    |
| 53.   | Koszovó             | 2,500  | 1  |    |
| 54.   | Andorra             | 1,831  | 1  |    |
| 55.   | San Marino          | 0,666  | 1  |    |

### Lebonyolítás
A torna lebonyolítása az alábbi.
Az COVID–19-pandémia miatt az a 2019–2020-as szezon még nem fejeződött be, amikor a 2020–2021-es szezon selejtezői már elkezdődtek, emiatt az UEFA versenyszabályzata szerint a selejtezők alatt történtek a következő változások:
- Az 1. és 2. selejtezőkör sorsolásakor (augusztus 9. és 10.) még nem volt biztosított, hogy a BL-címvédő helyét felhasználják-e. Az 1. és 2. selejtezőkört így az eredeti lebonyolítási terv szerint sorsolták. A 2019–2020-as kiírás elődöntőit követően (augusztus 18. és 19.) vált biztossá, hogy a BL-címvédő helyét nem használják fel. Ezért a 3. selejtezőkörtől kezdődően a következő változások voltak a lebonyolításban:
  - A 11. helyen rangsorolt bajnokság győztese (Hollandia) a rájátszásból a csoportkörbe került.
  - A 13. és 14. helyen rangsorolt bajnokságok győztesei (Csehország, Görögország) a 3. selejtezőkörből a rájátszásba került.
- A 2. selejtezőkör sorsolásakor (augusztus 10.) még nem volt biztosított, hogy az EL-címvédő helyét felhasználják-e. A 2019–2020-as kiírás negyeddöntőit követően (augusztus 10. és 11.) vált biztossá, hogy az EL-címvédő helyét nem használják fel. Ezért a 3. selejtezőkörtől kezdődően a következő változások voltak a lebonyolításban:
  - Az 5. helyen rangsorolt bajnokság harmadik helyezettje (Franciaország) a 3. selejtezőkörből a csoportkörbe került.
  - A 6. helyen rangsorolt bajnokság harmadik helyezettjei (Oroszország) a 3. selejtezőkörből a rájátszásba került.

|                                      |                                      | A szakaszban bekapcsolódók | Az előző forduló továbbjutói                                                      |
| ------------------------------------ | ------------------------------------ | --- | --------------------------------------------------------------------------------- |
| Előselejtező (4 csapat)              | Előselejtező (4 csapat)              | - 4 bajnok az 52–55. helyen rangsorolt bajnokságokból |                                                                                   |
| 1. selejtezőkör (34 csapat)          | 1. selejtezőkör (34 csapat)          | - 33 bajnok a 18–51. helyen rangsorolt bajnokságokból (kivéve Liechtenstein) | - 1 győztes az előselejtezőből                                                    |
| 2. selejtezőkör                      | Bajnoki ág (20 csapat)               | - 3 bajnok a 15–17. helyen rangsorolt bajnokságokból | - 17 győztes az 1. selejtezőkörből                                                |
| 2. selejtezőkör                      | Nem bajnoki ág (6 csapat)            | - 6 második a 10–15. helyen rangsorolt bajnokságokból |                                                                                   |
| 3. selejtezőkör                      | Bajnoki ág (10 csapat)               | | - 10 győztes a 2. selejtezőkör bajnoki ágáról                                     |
| 3. selejtezőkör                      | Nem bajnoki ág (6 csapat)            | - 3 második a 7–9. helyen rangsorolt bajnokságokból | - 3 győztes a 2. selejtezőkör nem bajnoki ágáról                                  |
| Rájátszás                            | Bajnoki ág (8 csapat)                | - 3 bajnok a 12–14. helyen rangsorolt bajnokságból | - 5 győztes a 3. selejtezőkör bajnoki ágáról                                      |
| Rájátszás                            | Nem bajnoki ág (4 csapat)            | - 1 harmadik a 6. helyen rangsorolt bajnokságból | - 3 győztes a 3. selejtezőkör nem bajnoki ágáról                                  |
| Csoportkör (32 csapat)               | Csoportkör (32 csapat)               | - 11 bajnok az 1–11. helyen rangsorolt bajnokságokból - 6 második az 1–6. helyen rangsorolt bajnokságokból - 5 harmadik az 1–5. helyen rangsorolt bajnokságokból - 4 negyedik az 1–4. helyen rangsorolt bajnokságokból | - 4 győztes a rájátszás bajnoki ágáról - 2 győztes a rájátszás nem bajnoki ágáról |
| Egyenes kieséses szakasz (16 csapat) | Egyenes kieséses szakasz (16 csapat) | | - 8 csoportgyőztes - 8 csoportmásodik                                             |

### Csapatok
A 2020–2021-es UEFA-bajnokok ligájában az alábbi csapatok vettek részt.
- BL – A 2019–2020-as UEFA-bajnokok ligája győztese
- EL - A 2019–2020-as Európa-liga győztese
- Zárójelben a csapat bajnokságban elért helyezése olvasható.
- F-x.: Az „F” betűvel és mellette a helyezés számával jelzett helyezések a Covid19-pandémia miatt félbeszakadt bajnokságokat és az adott ország szövetsége által megállapított helyezéseket jelentik.[6]

| Forduló | Forduló | Csapatok                   | Csapatok                    | Csapatok                   | Csapatok                      |  |
| ------- | ------- | -------------------------- | --------------------------- | -------------------------- | ----------------------------- |  |
| CS      | CS      | SevillaEL (4.)             | Real Madrid (1.)            | Barcelona (2.)             | Atlético de Madrid (3.)       |  |
| CS      | CS      | Liverpool (1.)             | Manchester City (2.)        | Manchester United (3.)     | Chelsea (4.)                  |  |
| CS      | CS      | Juventus (1.)              | Internazionale (2.)         | Atalanta (3.)              | Lazio (4.)                    |  |
| CS      | CS      | Bayern MünchenBL (1.)      | Borussia Dortmund (2.)      | RB Leipzig (3.)            | Borussia Mönchengladbach (4.) |  |
| CS      | CS      | Paris Saint-Germain (F-1.) | Marseille (F-2.)            | Rennes (F-3.)              | Zenyit (1.)                   |  |
| CS      | CS      | Lokomotyiv Moszkva (2.)    | Porto (1.)                  | Club Brugge (F-1.)         | Sahtar Doneck (1.)            |  |
| CS      | CS      | İstanbul Başakşehir (1.)   | Ajax (F-1.)                 |                            |                               |  |
|         |         |                            |                             |                            |                               |  |
| R       | B       | Red Bull Salzburg (1.)     | Slavia Praha (1.)           | Olimbiakósz (1.)           |                               |  |
| R       | NB      | Krasznodar (3.)            |                             |                            |                               |  |
|         |         |                            |                             |                            |                               |  |
| S3      | NB      | Benfica (2.)               | Gent (F-2.)                 | Dinamo Kijiv (2.)          |                               |  |
| S3      |         |                            |                             |                            |                               |  |
| S2      | B       | Dinamo Zagreb (1.)         | Midtjylland (1.)            | Young Boys (1.)            |                               |  |
| S2      | NB      | Beşiktaş (3.)              | AZ (F-2.)                   | Rapid Wien (2.)            | Viktoria Plzeň (2.)           |  |
| S2      | NB      | PAÓK (2.)                  | Lokomotiva (2.)             |                            |                               |  |
|         |         |                            |                             |                            |                               |  |
| S1      | S1      | Omónia (F-1.)              | Crvena zvezda (1.)          | Celtic (F-1.)              | Dinama Breszt (1.)            |  |
| S1      | S1      | Djurgårdens IF (1.)        | Molde (1.)                  | Asztana (1.)               | Legia Warszawa (1.)           |  |
| S1      | S1      | Qarabağ (F-1.)             | Makkabi Tel-Aviv (1.)       | Ludogorec Razgrad (1.)     | CFR Cluj (1.)                 |  |
| S1      | S1      | Slovan Bratislava (1.)     | Celje (1.)                  | Ferencváros (1.)           | Sileks (F-2.)                 |  |
| S1      | S1      | Sheriff Tiraspol (1.)      | Tirana (1.)                 | Dundalk (1.)               | KuPS (1.)                     |  |
| S1      | S1      | KR (1.)                    | FK Sarajevo (F-1.)          | Sūduva (1.)                | Riga (1.)                     |  |
| S1      | S1      | Fola Esch (F-1.)           | Ararat-Armenia (1.)         | Floriana (F-1.)            | Flora (1.)                    |  |
| S1      | S1      | Dinamo Tbiliszi (1.)       | Connah’s Quay Nomads (F-1.) | Budućnost Podgorica (F-1.) | KÍ Klaksvík (1.)              |  |
| S1      | S1      | Europa (F-1.)              |                             |                            |                               |  |
|         |         |                            |                             |                            |                               |  |
| ES      | ES      | Linfield (F-1.)            | Drita (1.)                  | Inter Club d’Escaldes (1.) | Tre Fiori (F-1.)              |  |

## Fordulók és időpontok
A torna eredetileg 2020 júniusában kezdődött volna, de a Covid19-pandémia miatt később kezdődött. Az új naptárat 2020. június 17-én tette közzé az UEFA. A selejtezőkör első három fordulójának továbbjutóiról egy mérkőzés döntött.
A mérkőzések időpontjai a következők (a sorsolásokat az UEFA székházában Nyonban, Svájcban tartják, az ettől eltérő külön jelölve). A csoportkör sorsolását eredetileg Athénban tartották volna.
| Szakasz                  | Forduló        | Sorsolás dátuma         | 1. mérkőzés                                          | 2. mérkőzés                                          |
| ------------------------ | -------------- | ----------------------- | ---------------------------------------------------- | ---------------------------------------------------- |
| Selejtezők               | Előselejtező   | 2020. július 17.        | 2020. augusztus 8. (elődöntők)                       | 2020. augusztus 11. (döntő)                          |
| Selejtezők               | 1. forduló     | 2020. augusztus 9.      | 2020. augusztus 18–19.                               | nincs                                                |
| Selejtezők               | 2. forduló     | 2020. augusztus 10.     | 2020. augusztus 25–26.                               | nincs                                                |
| Selejtezők               | 3. forduló     | 2020. augusztus 31.     | 2020. szeptember 15–16.                              | nincs                                                |
| Selejtezők               | Rájátszás      | 2020. szeptember 1.     | 2020. szeptember 22–23.                              | 2020. szeptember 29–30.                              |
| Csoportkör               | 1. mérkőzésnap | 2020. október 1. (Genf) | 2020. október 20–21.                                 | 2020. október 20–21.                                 |
| Csoportkör               | 2. mérkőzésnap | 2020. október 1. (Genf) | 2020. október 27–28.                                 | 2020. október 27–28.                                 |
| Csoportkör               | 3. mérkőzésnap | 2020. október 1. (Genf) | 2020. november 3–4.                                  | 2020. november 3–4.                                  |
| Csoportkör               | 4. mérkőzésnap | 2020. október 1. (Genf) | 2020. november 24–25.                                | 2020. november 24–25.                                |
| Csoportkör               | 5. mérkőzésnap | 2020. október 1. (Genf) | 2020. december 1–2.                                  | 2020. december 1–2.                                  |
| Csoportkör               | 6. mérkőzésnap | 2020. október 1. (Genf) | 2020. december 8–9.                                  | 2020. december 8–9.                                  |
| Egyenes kieséses szakasz | Nyolcaddöntők  | 2020. december 14.      | 2021. február 16–17., 23–24.                         | 2021. március 9–10., 16–17.                          |
| Egyenes kieséses szakasz | Negyeddöntők   | 2021. március 19.       | 2021. április 6–7.                                   | 2021. április 13–14.                                 |
| Egyenes kieséses szakasz | Elődöntők      | 2021. március 19.       | 2021. április 27–28.                                 | 2021. május 4–5.                                     |
| Egyenes kieséses szakasz | Döntő          | 2021. március 19.       | 2021. május 29., Atatürk Olimpiai Stadion, Isztambul | 2021. május 29., Atatürk Olimpiai Stadion, Isztambul |

| Szakasz                  | Forduló        | Sorsolás dátuma              | 1. mérkőzés                                           | 2. mérkőzés                                           |
| ------------------------ | -------------- | ---------------------------- | ----------------------------------------------------- | ----------------------------------------------------- |
| Selejtezők               | Előselejtező   | 2020. június 9.              | 2020. június 23. (elődöntők)                          | 2020. június 26. (döntő)                              |
| Selejtezők               | 1. forduló     | 2020. június 16.             | 2020. július 7–8.                                     | 2020. július 14–15.                                   |
| Selejtezők               | 2. forduló     | 2020. június 17.             | 2020. július 21–22.                                   | 2020. július 28–29.                                   |
| Selejtezők               | 3. forduló     | 2020. július 20.             | 2020. augusztus 4–5.                                  | 2020. augusztus 11.                                   |
| Selejtezők               | Rájátszás      | 2020. augusztus 3.           | 2020. augusztus 18–19.                                | 2020. augusztus 25–26.                                |
| Csoportkör               | 1. mérkőzésnap | 2020. augusztus 27. (Monaco) | 2020. szeptember 15–16.                               | 2020. szeptember 15–16.                               |
| Csoportkör               | 2. mérkőzésnap | 2020. augusztus 27. (Monaco) | 2020. szeptember 29-30.                               | 2020. szeptember 29-30.                               |
| Csoportkör               | 3. mérkőzésnap | 2020. augusztus 27. (Monaco) | 2020. október 20–21.                                  | 2020. október 20–21.                                  |
| Csoportkör               | 4. mérkőzésnap | 2020. augusztus 27. (Monaco) | 2020. november 3–4.                                   | 2020. november 3–4.                                   |
| Csoportkör               | 5. mérkőzésnap | 2020. augusztus 27. (Monaco) | 2020. november 25–26.                                 | 2020. november 25–26.                                 |
| Csoportkör               | 6. mérkőzésnap | 2020. augusztus 27. (Monaco) | 2020. december 8–9.                                   | 2020. december 8–9.                                   |
| Egyenes kieséses szakasz | Nyolcaddöntők  | 2020. december 14.           | 2021. február 16–17., 23–24.                          | 2021. március 9–10., 16–17.                           |
| Egyenes kieséses szakasz | Negyeddöntők   | 2021. március 19.            | 2021. április 6–7.                                    | 2021. április 13–14.                                  |
| Egyenes kieséses szakasz | Elődöntők      | 2021. március 19.            | 2021. április 27–28.                                  | 2021. május 4–5.                                      |
| Egyenes kieséses szakasz | Döntő          | 2021. március 19.            | 2021. május 21., Kresztovszkij Stadion, Szentpétervár | 2021. május 21., Kresztovszkij Stadion, Szentpétervár |

## A COVID–19-pandémiával kapcsolatos rendkívüli szabályok
A Covid19-pandémia miatt a következő speciális szabályokat alkalmazzák:
- Ha olyan utazási korlátozás van érvényben, amely megakadályozza, hogy a vendégcsapat belépjen a hazai csapat országába vagy visszatérjen a saját országába, akkor a mérkőzést semleges helyszínen vagy a vendég csapat országában kell lejátszani, ha ez lehetséges.
- Ha bármelyik csapat megtagadja a mérkőzés lejátszását, akkor a csapat elvesztette a mérkőzést. Ha mindkét csapat megtagadja a mérkőzés lejátszását, vagy felelős azért, mert a mérkőzés nem játszható le, akkor mindkét csapat kizárásra kerül.
- Ha egy csapatban olyan játékosok és/vagy tisztviselők vannak, akiknek a COVID–19 teszteredményük pozitív, akkor az adott csapat elvesztette a mérkőzést.

## Előselejtező
Az előselejtezőkörben 4 csapat vett részt. A csapatok egyenes kieséses rendszerben mérkőztek. A győztes az 1. selejtezőkörbe jutott. A vesztesek az Európa-liga 2. selejtezőkörének bajnoki ágára kerültek.
Az elődöntőre két csapat volt kiemelt és két csapat nem kiemelt. Mivel a sorsolás az UEFA nevezési határideje előtt történt, ezért ebben a fordulóban az ország együtthatója alapján rangsoroltak a klub együtthatói helyett, így a rangsor 52. és 53. helyezettjei (Észak-Írország és Koszovó) a kiemeltek, a rangsor 54. és 55. helyezettjei (Andorra és San Marino) a nem kiemeltek.
| Kiemeltek: - Linfield - Drita | Nem kiemeltek: - Inter Club d’Escaldes - Tre Fiori |

Párosítások
Az előselejtező sorsolását 2020. július 17-én, 12 órától tartották. Az elődöntőket augusztus 8-án, a augusztus 11-én játszották, mindhárom mérkőzést Nyonban, Svájcban. Az elődöntőket 2020. augusztus 8-án játszották. A döntő időpontja 2020. augusztus 11-e lett volna, de nem játszották le.
| 1. csapat | Eredmény      | 2. csapat             |
| --------- | ------------- | --------------------- |
| Elődöntők |               |                       |
| Tre Fiori | 0–2           | Linfield              |
| Drita     | 2–1           | Inter Club d’Escaldes |
| Döntő     |               |                       |
| Drita     | 0–3 (áll.)[A] | Linfield              |

↑ A A Drita–Linfield mérkőzést nem játszották le, mert a Drita két játékosának COVID–19 teszteredménye pozitív volt, és a svájci hatóságok a teljes csapatot karanténra kötelezték. A Linfield 3–0 arányú megállapított eredménnyel nyerte a találkozót. 

## Selejtező

### 1. selejtezőkör
Az 1. selejtezőkörben 34 csapat vett részt. A csapatok egymérkőzéses rendszerben mérkőztek.
- T: Az előselejtezőkörből továbbjutott csapat, a sorsoláskor nem volt ismert.

| Kiemeltek: - Celtic (34,000) - Asztana (29,000) - Ludogorec Razgrad (26,000) - Crvena zvezda (22,750) - Qarabağ (21,000) - Legia Warszawa (17,000) - Makkabi Tel-Aviv (16,500) - Molde (15,000) - Sheriff Tiraspol (12,750) - CFR Cluj (12,500) - Ferencváros (9,000) - Dundalk (8,500) - Slovan Bratislava (7,000) - Sūduva (6,750) - Omónia (5,350) - Sarajevo (4,750) - Dinamo Tbiliszi (4,750) | Nem kiemeltek: - Fola Esch (4,750) - Djurgårdens IF (4,550) - Linfield (4,250) (T) - Budućnost Podgorica (4,250) - Flora (4,000) - Dinama Breszt (3,775) - Riga (3,500) - Connah’s Quay Nomads (3,250) - Europa (2,750) - KÍ Klaksvík (2,750) - Celje (2,600) - Ararat-Armenia (2,500) - KuPS (2,500) - KR (2,500) - Sileks (1,475) - Tirana (1,475) - Floriana (1,150) |

Párosítások
Az 1. selejtezőkör sorsolását 2020. augusztus 9-én, 12 órától tartották. A mérkőzéseket 2020. augusztus 18-án és 19-én játszották. A párosítások győztesei a 2. selejtezőkörbe jutottak. A vesztesek az Európa-liga 2. selejtezőkörének bajnoki ágára kerültek.
| 1. csapat            | Eredmény            | 2. csapat         |
| -------------------- | ------------------- | ----------------- |
| Ferencváros          | 2–0                 | Djurgårdens IF    |
| Celtic               | 6–0                 | KR                |
| Legia Warszawa       | 1–0                 | Linfield          |
| Sheriff Tiraspol     | 2–0                 | Fola Esch         |
| Connah’s Quay Nomads | 0–2                 | Sarajevo          |
| Crvena zvezda        | 5–0                 | Europa            |
| Budućnost Podgorica  | 1–3                 | Ludogorec Razgrad |
| Ararat-Armenia       | 0–1 (h.u.)          | Omónia            |
| Floriana             | 0–2                 | CFR Cluj          |
| Makkabi Tel-Aviv     | 2–0                 | Riga              |
| Qarabağ              | 4–0                 | Sileks            |
| Dinamo Tbiliszi      | 0–2                 | Tirana            |
| Dinama Breszt        | 6–3                 | Asztana           |
| Molde                | 5–0                 | KuPS              |
| Flora                | 1–1 (h.u.) (t. 2–4) | Sūduva            |
| Celje                | 3–0                 | Dundalk           |
| KÍ                   | 3–0 (áll.)[B]       | Slovan Bratislava |

↑ B A KÍ–Slovan Bratislava mérkőzést augusztus 19-én nem játszották le, mert a Slovan Bratislava egyik stábtagjának a COVID–19 teszteredménye pozitív volt, és a feröeri hatóságok a teljes csapatot karanténra kötelezték. Az augusztus 21-ére halasztott mérkőzést sem játszották le, mert a Slovan Bratislava  egyik játékosának a COVID–19 teszteredménye pozitív volt. A KÍ 3–0 arányú megállapított eredménnyel nyerte a találkozót. 

### 2. selejtezőkör
A 2. selejtezőkör két ágból állt. A bajnoki ágon 20 csapat, a nem bajnoki ágon 6 csapat vett részt. A csapatok egymérkőzéses rendszerben mérkőztek.
- T: Az 1. selejtezőkörből továbbjutott csapat, a sorsoláskor nem volt ismert.
- A dőlt betűvel írtak az 1. selejtezőkörben egy magasabb együtthatóval rendelkező csapat ellen győztek, és az ellenfél együtthatóját hozták magukkal.

Bajnoki ág
| Kiemeltek: - Celtic (34,000) (T) - Dinamo Zagreb (33,500) - Dinama Breszt (29,000) (T) - Ludogorec Razgrad (26,000) (T) - Young Boys (25,500) - Crvena zvezda (22,750) (T) - Qarabağ (21,000) (T) - Legia Warszawa (17,000) (T) - Makkabi Tel-Aviv (16,500) (T) - Molde (15,000) (T) | Nem kiemeltek: - Midtjylland (14,500) - Sheriff Tiraspol (12,750) (T) - CFR Cluj (12,500) (T) - Ferencváros (9,000) (T) - Celje (8,500) (T) - KÍ (7,000) (T) - Sūduva (6,750) (T) - Omónia (5,350) (T) - Sarajevo (4,750) (T) - Tirana (4,750) (T) |

Nem bajnoki ág
| Kiemeltek: - Beşiktaş (54,000) - Viktoria Plzeň (34,000) - Rapid Wien (22,000) | Nem kiemeltek: - PAÓK (21,000) - AZ (18,500) - Lokomotiva (4,975) |

Párosítások
A 2. selejtezőkör sorsolását 2020. augusztus 10-én, 12 órakor tartották. A mérkőzéseket 2020. augusztus 25-én és 26-án játszották. A párosítások győztesei a 3. selejtezőkörbe jutottak. A bajnoki ág vesztes csapatai közül két, sorsolással eldöntött csapat az Európa-liga bajnoki ágának rájátszásába került, további 8 csapat az Európa-liga bajnoki ágának 3. selejtezőkörébe került. A nem bajnoki ág vesztes csapatai az Európa-liga nem bajnoki ágának 3. selejtezőkörébe kerültek.
| 1. csapat         | Eredmény            | 2. csapat        |
| ----------------- | ------------------- | ---------------- |
| Bajnoki ág        |                     |                  |
| CFR Cluj          | 2–2 (h.u.) (t. 5–6) | Dinamo Zagreb    |
| Young Boys        | 3–1                 | KÍ               |
| Celtic            | 1–2                 | Ferencváros      |
| Sūduva            | 0–3                 | Makkabi Tel-Aviv |
| Legia Warszawa    | 0–2 (h.u.)          | Omónia           |
| Celje             | 1–2                 | Molde            |
| Ludogorec Razgrad | 0–1                 | Midtjylland      |
| Dinama Breszt     | 2–1                 | Sarajevo         |
| Qarabağ           | 2–1                 | Sheriff Tiraspol |
| Tirana            | 0–1                 | Crvena zvezda    |
| Nem bajnoki ág    |                     |                  |
| AZ                | 3–1 (h.u.)          | Viktoria Plzeň   |
| PAÓK              | 3–1                 | Beşiktaş         |
| Lokomotiva        | 0–1                 | Rapid Wien       |

### 3. selejtezőkör
A 3. selejtezőkör két ágból állt. A bajnoki ágon 10 csapat, a nem bajnoki ágon 6 csapat vett részt. A csapatok egymérkőzéses rendszerben mérkőztek.
Bajnoki ág
| Kiemeltek: - Dinamo Zagreb (33,500) - Young Boys (25,500) - Crvena zvezda (22,750) - Qarabağ (21,000) - Makkabi Tel-Aviv (16,500) | Nem kiemeltek: - Molde (15,000) - Midtjylland (14,500) - Ferencváros (9,000) - Omónia (5,350) - Dinama Breszt (3,775) |

Nem bajnoki ág
| Kiemeltek: - Benfica (70,000) - Dinamo Kijiv (55,000) - Gent (39,500) | Nem kiemeltek: - Rapid Wien (22,000) - PAÓK (21,000) - AZ (18,500) |

Párosítások
A 3. selejtezőkör sorsolását 2020. augusztus 31-én 12 órától tartották. A mérkőzéseket 2020. szeptember 16-án, 17-én játszották. A párosítások győztesei a rájátszásba jutottak. A bajnoki ág vesztes csapatai az Európa-liga rájátszásába, a nem bajnoki ág vesztes csapatai az Európa-liga csoportkörébe kerültek.
| 1. csapat        | Eredmény            | 2. csapat     |
| ---------------- | ------------------- | ------------- |
| Bajnoki ág       |                     |               |
| Ferencváros      | 2–1                 | Dinamo Zagreb |
| Qarabağ          | 0–0 (h.u.) (t. 5–6) | Molde         |
| Omónia           | 1–1 (h.u.) (t. 4–2) | Crvena zvezda |
| Midtjylland      | 3–0                 | Young Boys    |
| Makkabi Tel-Aviv | 1–0                 | Dinama Breszt |
| Nem bajnoki ág   |                     |               |
| PAÓK             | 2–1                 | Benfica       |
| Dinamo Kijiv     | 2–0                 | AZ            |
| Gent             | 2–1                 | Rapid Wien    |

## Rájátszás
A rájátszás két ágból állt. A bajnoki ágon 8 csapat, a nem bajnoki ágon 4 csapat vett részt. A csapatok oda-visszavágós rendszerben mérkőztek.
- T: A 3. selejtezőkörből továbbjutott csapat, a sorsoláskor nem volt ismert.
- A dőlt betűvel írtak a 3. selejtezőkörben egy magasabb együtthatóval rendelkező csapat ellen győztek, és az ellenfél együtthatóját hozták magukkal.

Bajnoki ág
| Kiemeltek: - Red Bull Salzburg (53,500) - Olimbiakósz (43,000) - Ferencváros (33,500) (T) - Slavia Praha (27,500) | Nem kiemeltek: - Midtjylland (25,500) (T) - Omónia (22,750) (T) - Molde (21,000) (T) - Makkabi Tel-Aviv (16,500) (T) |

Nem bajnoki ág
| Kiemeltek: - PAÓK (70,000) (T) - Dinamo Kijiv (55,000) (T) | Nem kiemeltek: - Gent (39,500) (T) - Krasznodar (35,500) |

Párosítások
A rájátszás sorsolását 2020. szeptember 1-jén 12 órától tartották. A mérkőzéseket 2020. szeptember 22-én és 23-án, valamint szeptember 29-én és 30-án játszották. A párosítások győztesei a csoportkörbe jutottak. A vesztesek az Európa-liga csoportkörébe kerültek.
| 1. csapat        | Össz.Tooltip Aggregate score | 2. csapat         | 1. mérk. | 2. mérk. |
| ---------------- | ---------------------------- | ----------------- | -------- | -------- |
| Bajnoki ág       |                              |                   |          |          |
| Slavia Praha     | 1–4                          | Midtjylland       | 0–0      | 1–4      |
| Makkabi Tel-Aviv | 2–5                          | Red Bull Salzburg | 1–2      | 1–3      |
| Olimbiakósz      | 2–0                          | Omónia            | 2–0      | 0–0      |
| Molde            | 3–3 (i.g.)                   | Ferencváros       | 3–3      | 0–0      |
| Nem bajnoki ág   |                              |                   |          |          |
| Krasznodar       | 4–2                          | PAÓK              | 2–1      | 2–1      |
| Gent             | 1–5                          | Dinamo Kijiv      | 1–2      | 0–3      |

## Csoportkör
A csoportkörben az alábbi 32 csapat vett részt:
- 26 csapat ebben a körben lépett be,
- 6 győztes csapat a UEFA-bajnokok ligája rájátszásából (4 a bajnoki ágról, 2 a nem bajnoki ágról).

A sorsolás előtt a csapatokat 4 kalapba sorolták be, a következők szerint:
- Az 1. kalapba került a UEFA-bajnokok ligája címvédője, az Európa-liga címvédője és a 2019-es ország-együttható szerinti első hat ország bajnokcsapata.[3]
- A 2., 3. és 4. kalapba került a többi csapat, a 2020-as klub-együtthatóik sorrendjében.[24]

A csoportkör sorsolását 2020. október 1-jén közép-európai idő szerint 17 órától tartották Genfben. Nyolc darab, egyaránt négycsapatos csoportot alakítottak ki. Azonos tagországba tartozó, valamint az oroszok és ukránok nem kerülhettek azonos csoportba.
A csoportokban a csapatok körmérkőzéses, oda-visszavágós rendszerben mérkőznek meg egymással. A játéknapok: október 20–21., október 27–28., november 3–4., november 24–25., december 1–2., december 8–9. A csoportok első két helyezettje az egyenes kieséses szakaszba jut, a harmadik helyezettek a 2020–2021-es Európa-liga egyenes kieséses szakaszában folytatják, míg az utolsó helyezettek kiesnek.
| 1. kalap - Bayern MünchenBL (136,000) - SevillaEL (102,000) - Real Madrid (134,000) - Liverpool (99,000) - Juventus (117,000) - Paris Saint-Germain (113,000) - Zenyit (64,000) - Porto (75,000) 2. kalap - Barcelona (128,000) - Atlético Madrid (127,000) - Manchester City (116,000) - Manchester United (100,000) - Sahtar Doneck (85,000) - Borussia Dortmund (85,000) - Chelsea (83,000) - Ajax (69,500) | 3. kalap - Dinamo Kijiv (55,000) - Red Bull Salzburg (53,500) - RB Leipzig (49,000) - Internazionale (44,000) - Olimbiakósz (43,000) - Lazio (41,000) - Krasznodar (35,500) - Atalanta (33,500) 4. kalap - Lokomotyiv Moszkva (33,000) - Marseille (31,000) - Club Brugge (28,500) - Borussia Mönchengladbach (26,000) - İstanbul Başakşehir (21,500) - Midtjylland (14,500) - Rennes (14,000) - Ferencváros (9,000) |

### A csoport
| Hely. | Csapat             | M | Gy | D | V | G+ | G– | Gk  | P  | Továbbjutás                                |  | BAY | ATM | RBS | LOK |
| ----- | ------------------ | - | -- | - | - | -- | -- | --- | -- | ------------------------------------------ |  | --- | --- | --- | --- |
| 1.    | Bayern München     | 6 | 5  | 1 | 0 | 18 | 5  | +13 | 16 | Továbbjutott az egyenes kieséses szakaszba |  | —   | 4–0 | 3–1 | 1–0 |
| 2.    | Atlético Madrid    | 6 | 2  | 3 | 1 | 7  | 8  | −1  | 9  | Továbbjutott az egyenes kieséses szakaszba |  | 1–1 | —   | 3–2 | 0–0 |
| 3.    | Red Bull Salzburg  | 6 | 1  | 1 | 4 | 10 | 17 | −7  | 4  | Átkerült az Európa-ligába                  |  | 2–6 | 0–1 | —   | 2–2 |
| 4.    | Lokomotyiv Moszkva | 6 | 0  | 3 | 3 | 5  | 10 | −5  | 3  |                                            |  | 1–2 | 1–1 | 1–3 | —   |

### B csoport
| Hely. | Csapat                   | M | Gy | D | V | G+ | G– | Gk | P  | Továbbjutás                                |  | RMA | MÖN | SHA | INT |
| ----- | ------------------------ | - | -- | - | - | -- | -- | -- | -- | ------------------------------------------ |  | --- | --- | --- | --- |
| 1.    | Real Madrid              | 6 | 3  | 1 | 2 | 11 | 9  | +2 | 10 | Továbbjutott az egyenes kieséses szakaszba |  | —   | 2–0 | 2–3 | 3–2 |
| 2.    | Borussia Mönchengladbach | 6 | 2  | 2 | 2 | 16 | 9  | +7 | 8  | Továbbjutott az egyenes kieséses szakaszba |  | 2–2 | —   | 4–0 | 2–3 |
| 3.    | Sahtar Doneck            | 6 | 2  | 2 | 2 | 5  | 12 | −7 | 8  | Átkerült az Európa-ligába                  |  | 2–0 | 0–6 | —   | 0–0 |
| 4.    | Internazionale           | 6 | 1  | 3 | 2 | 7  | 9  | −2 | 6  |                                            |  | 0–2 | 2–2 | 0–0 | —   |

1. ↑  Egymás elleni pontok: Borussia Mönchengladbach 6, Sahtar Doneck 0.

### C csoport
| Hely. | Csapat          | M | Gy | D | V | G+ | G– | Gk  | P  | Továbbjutás                                |  | MCI | POR | OLY | MAR |
| ----- | --------------- | - | -- | - | - | -- | -- | --- | -- | ------------------------------------------ |  | --- | --- | --- | --- |
| 1.    | Manchester City | 6 | 5  | 1 | 0 | 13 | 1  | +12 | 16 | Továbbjutott az egyenes kieséses szakaszba |  | —   | 3–1 | 3–0 | 3–0 |
| 2.    | Porto           | 6 | 4  | 1 | 1 | 10 | 3  | +7  | 13 | Továbbjutott az egyenes kieséses szakaszba |  | 0–0 | —   | 2–0 | 3–0 |
| 3.    | Olimbiakósz     | 6 | 1  | 0 | 5 | 2  | 10 | −8  | 3  | Átkerült az Európa-ligába                  |  | 0–1 | 0–2 | —   | 1–0 |
| 4.    | Marseille       | 6 | 1  | 0 | 5 | 2  | 13 | −11 | 3  |                                            |  | 0–3 | 0–2 | 2–1 | —   |

1. 1 2  Egymás elleni idegenben szerzett gólok: Olimbiakósz 1, Marseille 0.

### D csoport
| Hely. | Csapat      | M | Gy | D | V | G+ | G– | Gk | P  | Továbbjutás                                |  | LIV | ATA | AJX | MID |
| ----- | ----------- | - | -- | - | - | -- | -- | -- | -- | ------------------------------------------ |  | --- | --- | --- | --- |
| 1.    | Liverpool   | 6 | 4  | 1 | 1 | 10 | 3  | +7 | 13 | Továbbjutott az egyenes kieséses szakaszba |  | —   | 0–2 | 1–0 | 2–0 |
| 2.    | Atalanta    | 6 | 3  | 2 | 1 | 10 | 8  | +2 | 11 | Továbbjutott az egyenes kieséses szakaszba |  | 0–5 | —   | 2–2 | 1–1 |
| 3.    | Ajax        | 6 | 2  | 1 | 3 | 7  | 7  | 0  | 7  | Átkerült az Európa-ligába                  |  | 0–1 | 0–1 | —   | 3–1 |
| 4.    | Midtjylland | 6 | 0  | 2 | 4 | 4  | 13 | −9 | 2  |                                            |  | 1–1 | 0–4 | 1–2 | —   |

### E csoport
| Hely. | Csapat     | M | Gy | D | V | G+ | G– | Gk  | P  | Továbbjutás                                |  | CHE | SEV | KRA | REN |
| ----- | ---------- | - | -- | - | - | -- | -- | --- | -- | ------------------------------------------ |  | --- | --- | --- | --- |
| 1.    | Chelsea    | 6 | 4  | 2 | 0 | 14 | 2  | +12 | 14 | Továbbjutott az egyenes kieséses szakaszba |  | —   | 0–0 | 1–1 | 3–0 |
| 2.    | Sevilla    | 6 | 4  | 1 | 1 | 9  | 8  | +1  | 13 | Továbbjutott az egyenes kieséses szakaszba |  | 0–4 | —   | 3–2 | 1–0 |
| 3.    | Krasznodar | 6 | 1  | 2 | 3 | 6  | 11 | −5  | 5  | Átkerült az Európa-ligába                  |  | 0–4 | 1–2 | —   | 1–0 |
| 4.    | Rennes     | 6 | 0  | 1 | 5 | 3  | 11 | −8  | 1  |                                            |  | 1–2 | 1–3 | 1–1 | —   |

### F csoport
| Hely. | Csapat            | M | Gy | D | V | G+ | G– | Gk | P  | Továbbjutás                                |  | DOR | LAZ | BRU | ZEN |
| ----- | ----------------- | - | -- | - | - | -- | -- | -- | -- | ------------------------------------------ |  | --- | --- | --- | --- |
| 1.    | Borussia Dortmund | 6 | 4  | 1 | 1 | 12 | 5  | +7 | 13 | Továbbjutott az egyenes kieséses szakaszba |  | —   | 1–1 | 3–0 | 2–0 |
| 2.    | Lazio             | 6 | 2  | 4 | 0 | 11 | 7  | +4 | 10 | Továbbjutott az egyenes kieséses szakaszba |  | 3–1 | —   | 2–2 | 3–1 |
| 3.    | Club Brugge       | 6 | 2  | 2 | 2 | 8  | 10 | −2 | 8  | Átkerült az Európa-ligába                  |  | 0–3 | 1–1 | —   | 3–0 |
| 4.    | Zenyit            | 6 | 0  | 1 | 5 | 4  | 13 | −9 | 1  |                                            |  | 1–2 | 1–1 | 1–2 | —   |

### G csoport
| Hely. | Csapat       | M | Gy | D | V | G+ | G– | Gk  | P  | Továbbjutás                                |  | JUV | BAR | DKV | FTC |
| ----- | ------------ | - | -- | - | - | -- | -- | --- | -- | ------------------------------------------ |  | --- | --- | --- | --- |
| 1.    | Juventus     | 6 | 5  | 0 | 1 | 14 | 4  | +10 | 15 | Továbbjutott az egyenes kieséses szakaszba |  | —   | 0–2 | 3–0 | 2–1 |
| 2.    | Barcelona    | 6 | 5  | 0 | 1 | 16 | 5  | +11 | 15 | Továbbjutott az egyenes kieséses szakaszba |  | 0–3 | —   | 2–1 | 5–1 |
| 3.    | Dinamo Kijiv | 6 | 1  | 1 | 4 | 4  | 13 | −9  | 4  | Átkerült az Európa-ligába                  |  | 0–2 | 0–4 | —   | 1–0 |
| 4.    | Ferencváros  | 6 | 0  | 1 | 5 | 5  | 17 | −12 | 1  |                                            |  | 1–4 | 0–3 | 2–2 | —   |

1. 1 2  Egymás elleni gólkülönbség: Juventus +1, Barcelona –1.

### H csoport
| Hely. | Csapat              | M | Gy | D | V | G+ | G– | Gk  | P  | Továbbjutás                                |  | PSG | RBL | MU  | ISB |
| ----- | ------------------- | - | -- | - | - | -- | -- | --- | -- | ------------------------------------------ |  | --- | --- | --- | --- |
| 1.    | Paris Saint-Germain | 6 | 4  | 0 | 2 | 13 | 6  | +7  | 12 | Továbbjutott az egyenes kieséses szakaszba |  | —   | 1–0 | 1–2 | 5–1 |
| 2.    | RB Leipzig          | 6 | 4  | 0 | 2 | 11 | 12 | −1  | 12 | Továbbjutott az egyenes kieséses szakaszba |  | 2–1 | —   | 3–2 | 2–0 |
| 3.    | Manchester United   | 6 | 3  | 0 | 3 | 15 | 10 | +5  | 9  | Átkerült az Európa-ligába                  |  | 1–3 | 5–0 | —   | 4–1 |
| 4.    | İstanbul Başakşehir | 6 | 1  | 0 | 5 | 7  | 18 | −11 | 3  |                                            |  | 0–2 | 3–4 | 2–1 | —   |

1. 1 2  Egymás elleni idegenben szerzett gólok: Paris Saint-Germain 1, RB Leipzig 0.

## Egyenes kieséses szakasz
Az egyenes kieséses szakaszban az a tizenhat csapat vett részt, amelyek a csoportkör során a saját csoportjuk első két helyének valamelyikén végeztek.

### Nyolcaddöntők
A nyolcaddöntők sorsolását 2020. december 14-én tartották. Az első mérkőzéseket 2021. február 16. és 24. között, a második mérkőzéseket március 9. és 17. között játszották.
| 1. csapat                | Össz.Tooltip Aggregate score | 2. csapat           | 1. mérk. | 2. mérk. |
| ------------------------ | ---------------------------- | ------------------- | -------- | -------- |
| Borussia Mönchengladbach | 0–4                          | Manchester City     | 0–2      | 0–2      |
| Lazio                    | 2–6                          | Bayern München      | 1–4      | 1–2      |
| Atlético Madrid          | 0–3                          | Chelsea             | 0–1      | 0–2      |
| RB Leipzig               | 0–4                          | Liverpool           | 0–2      | 0–2      |
| Porto                    | 4–4 (i.g.)                   | Juventus            | 2–1      | 2–3      |
| Barcelona                | 2–5                          | Paris Saint-Germain | 1–4      | 1–1      |
| Sevilla                  | 4–5                          | Borussia Dortmund   | 2–3      | 2–2      |
| Atalanta                 | 1–4                          | Real Madrid         | 0–1      | 1–3      |

|}

### Negyeddöntők
A negyeddöntők sorsolását 2021. március 19-én tartották. Az első mérkőzéseket 2021. április 6-án és 7-én, a második mérkőzéseket április 13-án és 14-én játszották.
| 1. csapat       | Össz.Tooltip Aggregate score | 2. csapat           | 1. mérk. | 2. mérk. |
| --------------- | ---------------------------- | ------------------- | -------- | -------- |
| Manchester City | 4–2                          | Borussia Dortmund   | 2–1      | 2–1      |
| Porto           | 1–2                          | Chelsea             | 0–2      | 1–0      |
| Bayern München  | 3–3 (i.g.)                   | Paris Saint-Germain | 2–3      | 1–0      |
| Real Madrid     | 3–1                          | Liverpool           | 3–1      | 0–0      |

### Elődöntők
Az elődöntők sorsolását 2021. március 19-én tartották, a negyeddöntők sorsolását követően. Az első mérkőzéseket 2021. április 27-én és 28-án, a második mérkőzéseket május 4-én és 5-én játszották.
| 1. csapat           | Össz.Tooltip Aggregate score | 2. csapat       | 1. mérk. | 2. mérk. |
| ------------------- | ---------------------------- | --------------- | -------- | -------- |
| Paris Saint-Germain | 1–4                          | Manchester City | 1–2      | 0–2      |
| Real Madrid         | 1–3                          | Chelsea         | 1–1      | 0–2      |

### Döntő
A pályaválasztót 2021. március 19-én sorsolták, az elődöntők sorsolását követően.
| 2021. május 29. 19:00 (20:00 WEST) |

| Manchester City | 0–1               | Chelsea     |
| --------------- | ----------------- | ----------- |
|                 | (0–1) Jegyzőkönyv | Havertz 42' |

| Estádio do Dragão, Porto Nézőszám: 14,110 Játékvezető: Antonio Mateu Lahoz (spanyol) |